# Christian Meyer
Christian Meyer (Friburg de Brisgòvia, Baden-Württemberg, 12 de desembre de 1969) és un ciclista alemany que va córrer a primers de la dècada de 1990, fins que una caiguda al Girobio de 1994 el deixà paraplègic. En el seu palmarès destaca la medalla d'or als Jocs Olímpics de 1992 en la prova de contrarellotge per equips, formant equip amb Michael Rich, Bernd Dittert i Uwe Peschel. Un any després guanyà la medalla de plata als Campionats del món en la mateixa prova.

## Palmarès
- 1992
  -  Medalla d'or als Jocs Olímpics en la contrarellotge per equips, formant equip amb Michael Rich, Bernd Dittert i Uwe Peschel
- 1993
  -  Medalla de plata als Campionats del món de ciclisme en ruta en la contrarellotge per equips, amb Uwe Peschel, Michael Rich i Andreas Walzer
- 1994
  - Vencedor d'una etapa de la Cursa de la Pau